# ژوآن اورو، ملکه فرانسه
ژوآن اورو (انگلیسی: Joan of Évreux؛ ژوآن بعد از ازدواج با شارل چهارم، ملکه فرانسه شد.

## زندگینامه
ژوآن فرزند لوئی، کنت اورو و مارگارت آرتوا و از خاندان اورو یک شاخه فرعی از خاندان کاپتی بود. از آنجا که ژوآن پسرعموی اول شارل چهارم بود،  این زوج برای ازدواج به اجازه پاپ نیاز داشتند که آن را از پاپ ژان بیست‌ودوم دریافت کردند.  آنها سه دختر داشتند، ژان، ماری و بلانش،  که طبق اصول قانون سالیک قادر به ارث بردن تاج و تخت نبودند. نداشتن فرزند پسر توسط این زوج سلطنتی باعث پایان نسل مستقیم از خاندان کاپت شد. 
ژوآن در ۴ مارس ۱۳۷۱ میلادی در château خود در Brie-Comte-Robert، در منطقه Île-de-France، حدود بیست مایلی جنوب شرقی پاریس، درگذشت. او در کلیسای سن-دنی،  گورستان پادشاهان فرانسه به خاک سپرده شد.